# Regina Kingová
Regina Rene Kingová (nepřechýleně King; * 15. ledna 1971, Los Angeles, Kalifornie, Spojené státy americké) je americká herečka a režisérka. Je držitelka ceny Oscar, Zlatý glóbus a tří cen Emmy. Magazín Time ji zařadil do TOP 100 nejvlivnějších osob světa v roce 2019.
Pozornost publika poprvé získala v roce 1985 díky roli v seriálu stanice NBC 227. Objevovala se jak na televizních obrazovkách tak filmových plátek, za zmínku stojí role ve filmech Pátek (1995), Jerry Maguire (1996) a role v seriálech Policajti z L. A. (2009–2013), Pozůstalí (2015–2017), Teorie velkého třesku (). Během let 2015 až 2017 hrála v seriálu stanice ABC American Crime. Za výkon získala dvě Ceny Emmy. V roce 2018 si zahrála v netflixové mini-sérii Sedm sekund. Za výkon v sérii získala třetí Cenu Emmy. V roce 2018 si také zahrála ve filmu Kdyby ulice Beale mohla mluvit za svůj výkon získala Oscara v kategorii nejlepší ženský herecký výkon ve vedlejší roli.
Kingová také zrežírovala několik dílů k různým televizním seriálům, včetně Skandálu (2015–2016) a Tohle jsme my (2017).

## Filmografie

### jako herečka

#### Film
| Rok  | Název                           | Role                 | Poznámky                                     |
| ---- | ------------------------------- | -------------------- | -------------------------------------------- |
| 1991 | Chlapci ze sousedství           | Shalika              |                                              |
| 1993 | Poetic Justice                  | Iesha                |                                              |
| 1995 | Holé lebky                      | Monet                |                                              |
| 1995 | Pátek                           | Dana Jones           |                                              |
| 1996 | Honička na playboye             | Mia Williams         |                                              |
| 1996 | Jerry Maguire                   | Marcee Tidwell       |                                              |
| 1998 | Rituals                         | —                    | krátkometrážní film                          |
| 1998 | Nevinný výlet                   | Vanessa              |                                              |
| 1998 | Nepřítel státu                  | Carla Dean           |                                              |
| 1998 | Velký Joe                       | Cecily Banks         |                                              |
| 1999 | Love and Action in Chicago      | Lois Newton          |                                              |
| 2001 | Zpátky na zem                   | Sontee Jenkins       |                                              |
| 2002 | Truth Be Told                   | Rayne                | další název: Final Breakdown nebo Turnaround |
| 2003 | Bláznivá školka                 | Kim Hinton           |                                              |
| 2003 | Pravá blondýnka 2               | Grace Rossiter       |                                              |
| 2004 | Moderní Popelka                 | Rhonda               |                                              |
| 2004 | Ray                             | Margie Hendricks     |                                              |
| 2005 | Slečna Drsňák 2: Ještě drsnější | Sam Fuller           |                                              |
| 2006 | Mravenčí polepšovna             | Kreela (hlas)        |                                              |
| 2007 | Život je pes                    | Layla                |                                              |
| 2007 | Společné Vánoce                 | Lisa Whitfield-Moore |                                              |
| 2010 | Naše rodinná svatba             | Angela               |                                              |
| 2013 | Let the Church Say Amen         | Director             |                                              |
| 2013 | Inside the Box                  |                      | krátkometrážní film                          |
| 2014 | Letadla 2: Hasiči a záchranáři  | Dynamit (hlas)       |                                              |
| 2018 | Kdyby ulice Beale mohla mluvit  | Sharon Rivers        |                                              |
| TBA  | One Night in Miami              | —                    | také režisérka a výkonná producentka         |

#### Televize
| Rok                   | Název                                             | Role                                | Poznámky                                                 |
| --------------------- | ------------------------------------------------- | ----------------------------------- | -------------------------------------------------------- |
| 1985–1990             | 227                                               | Brenda Jenkins                      | hlavní role (1.–5. řada), 107 dílů                       |
| 1994                  | Zapadákov                                         | Matka příroda                       | díl: Baby Blues                                          |
| 1994                  | New York Undercover                               | Marah                               | díl: Tasha                                               |
| 1995                  | Living Single                                     | Zina                                | díl: The Shake-Up                                        |
| 1999                  | Where the Truth Lies                              | Lillian Rose-Martin                 | TV film                                                  |
| 2000                  | Kdyby zdi mohly mluvit 2                          | Allie                               | TV film                                                  |
| 2002                  | Leap of Faith                                     | Cynthia                             | hlavní role (1. řada), 6 dílů                            |
| 2002                  | Damaged Care                                      | Cheryl Griffith                     | TV film                                                  |
| 2005–2014             | The Boondocks                                     | Riley Freeman / Huey Freeman (hlas) | hlavní role (1.–4. řada), 56 dílů                        |
| 2006                  | Women in Law                                      | —                                   | neprodaný televizní pilotní díl                          |
| 2007                  | 24 hodin                                          | Sandra Palmer                       | hlavní role (6. řada), 9 dílů                            |
| 2008                  | Živoucí důkaz                                     | Ellie Jackson                       | TV film                                                  |
| 2009–2013             | Policajti z L. A.                                 | Detective Lydia Adams               | hlavní role (1.–5. řada), 43 dílů                        |
| 2012                  | RuPaul's Drag Race                                | Samu sebe/porotce                   | díl: Dragazines                                          |
| 2013–2014; 2017; 2019 | Teorie velkého třesku                             | Janine Davis                        | 6 dílů                                                   |
| 2013                  | Divorce: A Love Story                             | Cassandra                           | TV film                                                  |
| 2014                  | Agresivní virus                                   | Ruby Wain                           | 3 díly                                                   |
| 2014                  | Shameless                                         | Gail Johnson                        | 4 díly                                                   |
| 2014                  | Příběh Gabby Douglasové                           | Natalie Hawkins                     | TV film                                                  |
| 2015–2017             | American Crime                                    | Aliyah Shadeed                      | vedlejší role (1. řada), 9 dílů                          |
| 2015–2017             | American Crime                                    | Terri LaCroix                       | hlavní role (2. řada), 10 dílů                           |
| 2015–2017             | American Crime                                    | Kimara Walters                      | hlavní role (3. řada), 8 dílů                            |
| 2015–2017             | Pozůstalí                                         | Erika Murphy                        | hlavní role (2. řada), hostující role (3. řada), 11 dílů |
| 2016                  | The Snowy Day                                     | Matka (hlas)                        | krátkometrážní TV film                                   |
| 2017                  | The Adventures of Hooligan Squad in World War III | poručík Rah                         | TV film                                                  |
| 2018                  | Sedm sekund                                       | Latrice Butler                      | hlavní role (1. řada), 10 dílů                           |
| 2019                  | Watchmen                                          | Angela Abar / Sister Night          | hlavní role, 9 dílů                                      |

### jako režisérka

#### Film a televize
| Rok       | Název              | Poznámky                              |
| --------- | ------------------ | ------------------------------------- |
| 2013      | Policajti z L. A.  | díl: Off Duty                         |
| 2015      | Being Mary Jane    | 6 dílů                                |
| 2015–2016 | Skandál            | díly: Put a Ring on It a Pencils down |
| 2016      | The Catch          | díl: The Princess and the I.P.        |
| 2016      | Animal Kingdom     | díl: Child Care                       |
| 2016      | Greenleaf          | díl: Veni, Vidi, Vici                 |
| 2016      | Vysněná meta       | díl: Šance                            |
| 2017      | Tohle jsme my      | díl: Když nám bylo dvacet             |
| 2017      | Shameless          | díl: Fuck Paying It Forward           |
| 2018      | Dobrý doktor       | díl: Heartfelt                        |
| 2018      | Nesvá              | díl: Ghost-Like                       |
| 2020      | One Night in Miami | film                                  |

#### Hudební videa
| Rok  | Název písně           | Umělec                    |
| ---- | --------------------- | ------------------------- |
| 2010 | „Finding My Way Back“ | Jaheim                    |
| 2011 | „Not My Daddy“        | Kelly Price feat, Stokley |

## Nominace a ocenění
| Rok  | Ocenění                                       | Kategorie                                                                            | Nominovaný za                   | Výsledek  |
| ---- | --------------------------------------------- | ------------------------------------------------------------------------------------ | ------------------------------- | --------- |
| 1999 | NAACP Image Awards                            | nejlepší ženský herecký výkon v hlavní roli                                          | Nepřítel státu                  | nominace  |
| 2002 | NAACP Image Awards                            | nejlepší ženský herecký výkon v hlavní roli                                          | Zpátky na zem                   | nominace  |
| 2005 | NAACP Image Awards                            | nejlepší ženský herecký výkon ve vedlejší roli                                       | Ray                             | vítězství |
| 2005 | Satellite Awards                              | nejlepší ženský herecký výkon ve vedlejší roli                                       | Ray                             | vítězství |
| 2005 | Screen Actors Guild Awards                    | nejlepší obsazení                                                                    | Ray                             | nominace  |
| 2005 | Teen Choice Awards                            | nejlepší taneční scéna                                                               | Slečna Drsňák 2: Ještě drsnější | nominace  |
| 2010 | NAACP Image Awards                            | nejlepší ženský herecký výkon ve vedlejší roli (seriál–drama)                        | Policajti z L. A.               | nominace  |
| 2011 | NAACP Image Awards                            | nejlepší ženský herecký výkon ve vedlejší roli (seriál–drama)                        | Policajti z L. A.               | vítězství |
| 2012 | Critics' Choice Television Awards             | nejlepší ženský herecký výkon ve vedlejší roli (drama)                               | Policajti z L. A.               | nominace  |
| 2012 | NAACP Image Awards                            | nejlepší ženský herecký výkon ve vedlejší roli (seriál–drama)                        | Policajti z L. A.               | vítězství |
| 2013 | Critics' Choice Television Awards             | nejlepší ženský herecký výkon ve vedlejší roli (drama)                               | Policajti z L. A.               | nominace  |
| 2013 | NAACP Image Awards                            | nejlepší ženský herecký výkon ve vedlejší roli (seriál–drama)                        | Policajti z L. A.               | nominace  |
| 2014 | NAACP Image Awards                            | nejlepší ženský herecký výkon ve vedlejší roli (seriál–drama)                        | Policajti z L. A.               | nominace  |
| 2015 | Cena Emmy                                     | nejlepší ženský herecký výkon ve vedlejší roli (mini-série, TV film)                 | American Crime                  | vítězství |
| 2016 | Cena Emmy                                     | nejlepší ženský herecký výkon ve vedlejší roli (mini-série, TV film)                 | American Crime                  | vítězství |
| 2016 | Critics' Choice Television Awards             | nejlepší ženský herecký výkon ve vedlejší roli (drama)                               | Pozůstalí                       | nominace  |
| 2016 | Critics' Choice Television Awards             | nejlepší ženský herecký výkon ve vedlejší roli (TV film, mini-série)                 | American Crime                  | vítězství |
| 2016 | NAACP Image Awards                            | nejlepší ženský herecký výkon ve vedlejší roli (seriál–drama)                        | American Crime                  | vítězství |
| 2016 | Satellite Awards                              | nejlepší obsazení (seriál)                                                           | American Crime                  | vítězství |
| 2016 | Satellite Awards                              | nejlepší ženský herecký výkon ve vedlejší roli (seriál, mini-série, TV film)         | American Crime                  | nominace  |
| 2016 | Zlatý glóbus                                  | nejlepší ženský herecký výkon ve vedlejší roli (seriál, mini-série, TV film)         | American Crime                  | nominace  |
| 2017 | Cena Emmy                                     | nejlepší ženský herecký výkon ve vedlejší roli (mini-série, TV film)                 | American Crime                  | nominace  |
| 2018 | Cena Emmy                                     | nejlepší ženský herecký výkon v hlavní roli (mini-série, TV film)                    | Sedm sekund                     | vítězství |
| 2018 | Critics' Choice Movie Awards                  | nejlepší ženský herecký výkon ve vedlejší roli                                       | Kdyby ulice Beale mohla mluvit  | vítězství |
| 2018 | Detroit Film Critics Society                  | nejlepší ženský herecký výkon ve vedlejší roli                                       | Kdyby ulice Beale mohla mluvit  | vítězství |
| 2018 | Chicago Film Critics Association              | nejlepší ženský herecký výkon ve vedlejší roli                                       | Kdyby ulice Beale mohla mluvit  | nominace  |
| 2018 | Independent Spirit Awards                     | nejlepší ženský herecký výkon ve vedlejší roli                                       | Kdyby ulice Beale mohla mluvit  | vítězství |
| 2018 | Los Angeles Film Critics Association          | nejlepší ženský herecký výkon ve vedlejší roli                                       | Kdyby ulice Beale mohla mluvit  | vítězství |
| 2018 | NAACP Image Awards                            | nejlepší ženský herecký výkon ve vedlejší roli                                       | Kdyby ulice Beale mohla mluvit  | nominace  |
| 2018 | NAACP Image Awards                            | nejlepší ženský herecký výkon v hlavní roli (TV film, mini-série, dramatický speciál | Sedm sekund                     | vítězství |
| 2018 | NAACP Image Awards                            | Herec/Herečka roku                                                                   |                                 | nominace  |
| 2018 | Národní společnost filmových kritiků          | nejlepší ženský herecký výkon ve vedlejší roli                                       | Kdyby ulice Beale mohla mluvit  | vítězství |
| 2018 | National Board of Review                      | nejlepší ženský herecký výkon ve vedlejší roli                                       | Kdyby ulice Beale mohla mluvit  | vítězství |
| 2018 | New York Film Critics Circle                  | nejlepší ženský herecký výkon ve vedlejší roli                                       | Kdyby ulice Beale mohla mluvit  | vítězství |
| 2018 | Oscar                                         | nejlepší ženský herecký výkon ve vedlejší roli                                       | Kdyby ulice Beale mohla mluvit  | vítězství |
| 2018 | San Francisco Film Critics Circle             | nejlepší ženský herecký výkon ve vedlejší roli                                       | Kdyby ulice Beale mohla mluvit  | vítězství |
| 2018 | Satellite Awards                              | nejlepší ženský herecký výkon ve vedlejší roli                                       | Kdyby ulice Beale mohla mluvit  | vítězství |
| 2018 | Toronto Film Critics Association              | nejlepší ženský herecký výkon ve vedlejší roli                                       | Kdyby ulice Beale mohla mluvit  | vítězství |
| 2018 | Washington D.C. Area Film Critics Association | nejlepší ženský herecký výkon ve vedlejší roli                                       | Kdyby ulice Beale mohla mluvit  | vítězství |
| 2018 | Washington D.C. Area Film Critics Association | nejlepší obsazení                                                                    | Kdyby ulice Beale mohla mluvit  | nominace  |
| 2018 | Zlatý glóbus                                  | nejlepší ženský herecký výkon ve vedlejší roli                                       | Kdyby ulice Beale mohla mluvit  | vítězství |
| 2018 | Zlatý glóbus                                  | nejlepší ženský herecký výkon v hlavní roli (mini-série, TV film)                    | Sedm sekund                     | nominace  |
| 2019 | Critics' Choice Television Awards             | nejlepší ženský herecký výkon v hlavní roli (drama)                                  | Watchmen                        | vítězství |
| 2020 | Cena Emmy                                     | nejlepší ženský herecký výkon v hlavní roli (limitovaný seriál nebo TV film)         | Watchmen                        | vítězství |